# Jelena Jakšić
Jelena Jakšić (srp. Јелена Јакшић) (?, 1475. – ?, iza 1536.), bila je srpska despotica porijeklom iz plemićke obitelji Jakšić. Otac joj je bio Stefan Jakšić (umro 1489.), plemić koji je bio važan pripadnik obitelji Jakšić u Mađarskoj.
Godine 1486., kralj Matija Korvin dao je titulu despota Srbije Đorđi Brankoviću. Jelena se udala za Đorđevog brata, Jovana Brankovića, koji je također postao despot te je Jelena postala despotica. Par je živio u dvorcu Kupinik u Srijemu, dobivši nekoliko kćeri, a nakon što je Đorđe postao redovnik, odrekao se imanja i naslova u bratovu korist. Jakov je ostao despot do svoje smrti, a Jelena je, kao udovica, ostala sama s kćerima. Ugarski i hrvatski kralj Vladislav II. udao je Jelenu za slavonskog velikaša Ivaniša Berislavića i dao Ivanišu naslov despota. Jelenin i Ivanišev sin bio je despot Stjepan Berislavić.